# Elezioni generali in Costa Rica del 2006
Le elezioni generali in Costa Rica del 2006 si tennero il 5 febbraio per l'elezione del Presidente e il rinnovo dell'Assemblea legislativa.

## Risultati

### Elezioni presidenziali
| Candidati           | Partiti                           | Voti      | %     |
| ------------------- | --------------------------------- | --------- | ----- |
| Óscar Arias Sánchez | Partito Liberazione Nazionale     | 664 551   | 40,92 |
| Ottón Solís         | Partito Azione Cittadina          | 646 382   | 39,80 |
| Otto Guevara        | Movimento Libertario              | 137 710   | 8,48  |
| Ricardo Toledo      | Partito Unità Sociale Cristiana   | 57 655    | 3,55  |
| Antonio Álvarez     | Unione per il Cambiamento         | 39 557    | 2,44  |
| José Echandi        | Partito Unione Nazionale          | 26 593    | 1,64  |
| Juan Vargas         | Partido Patria Primero            | 17 594    | 1,08  |
| Bolívar Serrano     | Partito Rinnovamento Costaricano  | 15 539    | 0,96  |
| Walter Muñoz        | Partito Integrazione Nazionale    | 5 136     | 0,32  |
| José Villalobos     | Alleanza Democratica Nazionalista | 3 670     | 0,23  |
| Vladimir de la Cruz | Forza Democratica                 | 3 020     | 0,19  |
| Álvaro Montero      | Partito Riscatto Nazionale        | 2 430     | 0,15  |
| Humberto Vargas     | Coalizione Sinistra Unita         | 2 291     | 0,14  |
| José Arce           | Unione Patriottica                | 1 864     | 0,11  |
| Totale              | Totale                            | 1 623 992 | 100   |

### Elezioni parlamentari
| Liste                                      | Voti      | %     | Seggi |
| ------------------------------------------ | --------- | ----- | ----- |
| Partito Liberazione Nazionale              | 589 731   | 36,54 | 25    |
| Partito Azione Cittadina                   | 409 030   | 25,34 | 17    |
| Movimento Libertario                       | 147 934   | 9,17  | 6     |
| Partito Unità Sociale Cristiana            | 126 284   | 7,82  | 5     |
| Partito Rinnovamento Costaricano           | 55 798    | 3,46  | –     |
| Partito Unione Nazionale                   | 40 280    | 2,50  | 1     |
| Unione per il Cambiamento                  | 37 994    | 2,35  | –     |
| Partito Restaurazione Nazionale            | 32 909    | 2,04  | 1     |
| Partido Patria Primero                     | 26 438    | 1,64  | –     |
| Partito Accessibilità senza Esclusione     | 25 690    | 1,59  | 1     |
| Fronte Ampio                               | 17 751    | 1,10  | 1     |
| Alleanza Democratica Nazionalista          | 14 537    | 0,90  | –     |
| Forza Democratica                          | 13 675    | 0,85  | –     |
| Partito Integrazione Nazionale             | 12 945    | 0,80  | –     |
| Partito Azione Laburista Contadina         | 11 713    | 0,73  | –     |
| Unione Agraria Cartaginese                 | 9 395     | 0,58  | –     |
| Unione Patriottica                         | 8 612     | 0,53  | –     |
| Partito Azione Democratica Alajulense      | 7 867     | 0,49  | –     |
| Coalizione Sinistra Unita                  | 5 744     | 0,36  | –     |
| Partito Guanacaste Indipendente            | 5 010     | 0,31  | –     |
| Partito Autentico Herediano                | 3 556     | 0,22  | –     |
| Partito Integrazione Provinciale Tre       | 2 835     | 0,18  | –     |
| Nuova Lega Femminista                      | 2 357     | 0,15  | –     |
| Partito Verde Ecologista                   | 1 885     | 0,12  | –     |
| Movimento dei Lavoratori e dei Contadini   | 1 507     | 0,09  | –     |
| Forza Agraria dei Cartaginesi              | 1 482     | 0,09  | –     |
| Partito Autentico Cartaginese di Turrialba | 1 002     | 0,06  | –     |
| Totale                                     | 1 613 961 | 100   | 57    |

## Contrassegni elettorali
| Partito Liberazione Nazionale            | Partito Azione Cittadina         | Movimento Libertario                       |
| Partito Unità Sociale Cristiana          | Partito Rinnovamento Costaricano | Partito Unione Nazionale                   |
| Unione per il Cambiamento                | Partito Restaurazione Nazionale  | Partido Patria Primero                     |
| Partito Accessibilità senza Esclusione   | Fronte Ampio                     | Alleanza Democratica Nazionalista          |
| Forza Democratica                        | Partito Integrazione Nazionale   | Partito Azione Laburista Contadina         |
| Unione Agraria Cartaginese               | Unione Patriottica               | Partito Azione Democratica Alajulense      |
| Coalizione Sinistra Unita                | Partito Guanacaste Indipendente  | Partito Autentico Herediano                |
| Partito Integrazione Provinciale Tre     | Nuova Lega Femminista            | Partito Verde Ecologista                   |
| Movimento dei Lavoratori e dei Contadini | Forza Agraria dei Cartaginesi    | Partito Autentico Cartaginese di Turrialba |